# Schiffswracks im Bodensee

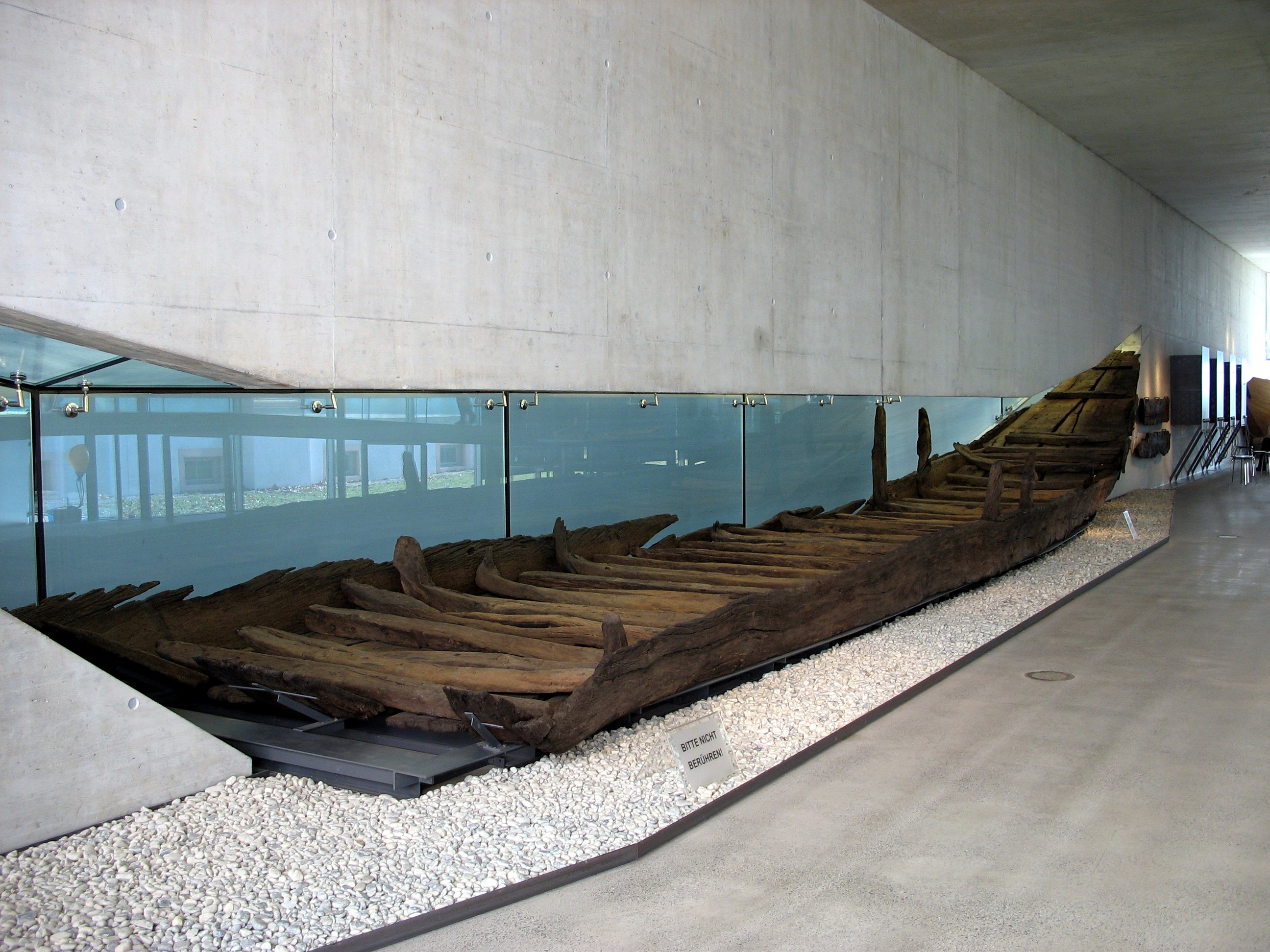
Das vor Immenstaad gefundene mittelalterliche Wrack kann im Archäologischen Landesmuseum in Konstanz besichtigt werden.

Im Bodensee befinden oder befanden sich eine nicht genau feststellbare Anzahl Wracks von Wasserfahrzeugen. Die Aufstellung der Schiffswracks beschränkt sich auf Handelsschiffe (Fahrgastschiffe, Lastschiffe und Arbeitsschiffe; keine Freizeitboote) und Kriegsschiffe. Dabei ist es unerheblich, ob sich das Wrack noch im Bodensee befindet, ob es zwischenzeitlich gehoben und renoviert bzw. abgebrochen wurde oder ein Ausstellungsobjekt in einem Museum ist. Die Stelle des Untergangs soll bekannt sein, möglichst auch die Ursache und der Verbleib.

## Geschichte
Der Bodensee ist flächenmäßig der drittgrößte See in Mitteleuropa mit der größten Flotte an Fahrgastschiffen – er ist auch „der größte Schiffsfriedhof Europas“. Die Unterwasserarchäologen des Landesamtes für Denkmalpflege in Gaienhofen (Kreis Konstanz) verzeichnen rund 300 Wracks allein auf baden-württembergischem Gebiet, von denen bis zu 50 identifiziert wurden. Die Ursachen für den Untergang der Schiffe waren vielfältig: Schiffbruch bei Unwetter, Brand, Explosion, Grundberührung, Strandung, Kollision, Überladung, Kriegseinwirkung oder gezielte Selbstversenkung. Dabei waren immer wieder Menschenleben zu beklagen. So forderte 1422 ein Schiffsuntergang vor Lindau 52 Opfer.
Obwohl Wissenschaftler davon ausgehen, dass die Jäger und Sammler des Mesolithikums am Bodensee ab 9000 v. Chr. Einbäume ebenso benutzten wie die Bewohner der zahlreichen Pfahlbausiedlungen der Jungsteinzeit ab 4000 v. Chr., ist ein Nachweis durch Wrackfunde, wie in anderen Seen des Alpenvorlandes, bisher nicht gelungen.
Erst 2017 wurde vor Wasserburg ein Einbaum aus der Uferzone geborgen, der vor mindestens 3000 Jahren aus einem 7 m langem Eichenstamm gehauen wurde. Er ist das älteste bekannte Wasserfahrzeug vom Bodensee. Selbst die in der klassischen römischen Literatur beschriebene Seeschlacht auf dem Bodensee 15 v. Chr. führte bisher zu keinem Wrackfund der römischen Flotte. Bei den früher auf dem Bodensee typischen Lastenseglern deuten konstruktive Merkmale auf gallo-römischen Ursprung hin.
Und auch der Seekrieg auf dem Bodensee 1632–1648 blieb bislang spurenlos, obwohl 1634 die schwedische Flotte versenkt werden musste. Erst ab 1902 wird von Schiffsfunden im See berichtet, die aber nicht eindeutig zuordenbar waren und in der Luft schnell zerfielen.
Der Schiffsfund vor Immenstaad 1981 machte erst- und bislang einmalig eine Bergung mit gelungener aufwändiger Konservierung und der Ausstellung des 18 Meter langen Rumpfes im Archäologischen Landesmuseum in Konstanz möglich. Dieses Vorgehen wird aber die Ausnahme bleiben. Die Schiffsfunde werden nach Möglichkeit systematisch registriert und kartiert, wobei der Fundort zum Schutz vor Souvenirjägern nicht veröffentlicht wird. Damit die nassen Holzteile vor Erosion und Beschädigung geschützt sind, werden sie nach der Erfassung teilweise auch an sichere Plätze unter Wasser umgebettet.
Von den Lädinen und den kleineren Segmern, die vom 14. bis ins beginnende 20. Jahrhundert in großer Zahl den Bodensee befuhren, gibt es zwar viele Berichte und Abbildungen, aber keine Originale mehr – nicht einmal Originalpläne, die den Nachbau einer authentischen Lädine ermöglichen würden. Das trifft auf die Dampfschiffe nicht zu: Von den 75 Exemplaren seit 1824 ist mit dem Raddampfer Hohentwiel wenigstens noch eines in fast originalem Zustand in Betrieb. Anhand der Untersuchung einiger bekannter Wracks hofft die Wissenschaft mehr über den Schiffbau am Bodensee in den vergangenen 600 Jahren zu erfahren.

## Schiffswracks

### Mittelalterliche Segelschiffe
„Die mittelalterlichen Schiffe hatten schlanke, kastenförmige Rümpfe mit flachem Boden, weit aufragendem Bug und breitem Heck. Ausgestattet waren sie mit einem Rahsegel und mehreren Rudern zum Fahren und Steuern.“
- Das galloromanische Schiff von Immenstaad (W 204)
 Es wurde 1981 von zwei Schülern im Flachwasserbereich vor dem Kippenhorn entdeckt, gemeldet, beobachtet und eingemessen. Als dem Wrack ernste Beschädigungen drohten, beschloss das Landesdenkmalamt Baden-Württemberg 1990 die Bergung des 18 Meter langen und 3,5 Meter breiten Rumpfes, der anschließend jahrelang in einem Trog mit Zuckerlösung konserviert wurde. Dendrochronologisch wurde die Entstehung des Schiffes auf die Zeit zwischen 1325 und 1350 datiert. Es ist das älteste Schiff vom Bodensee und im Archäologischen Landesmuseum in Konstanz zu besichtigen.[5]
- Das Reichenauer Fischerboot
 Das Kloster Reichenau betrieb im Mittelalter einen regen Schiffsverkehr, zum Beispiel mit dem Kloster St. Gallen. Bekannt ist seit 2006 das etwa neun Meter lange Wrack vor Niederzell, das in Konstruktion und im Alter dem in Immenstaad entspricht. Es hat Ähnlichkeit mit alten Fischerbooten des Untersees. Vor Oberzell befindet sich ein weiteres Wrack.[6]
- Schiffsfund bei Sipplingen (W 202)
 Das 1984 entdeckte und 2000 wieder aufgefundene Wrack (9,4 × 1,8 Meter) fällt auf durch die steil aus dem Boden ragende Bordwand, was auf ein spätmittelalterliches Schiff hindeuten würde, ähnlich dem Fund vor Immenstaad. Es gibt allerdings auch Unterschiede.[7]

### Neuzeitliche Segelschiffe

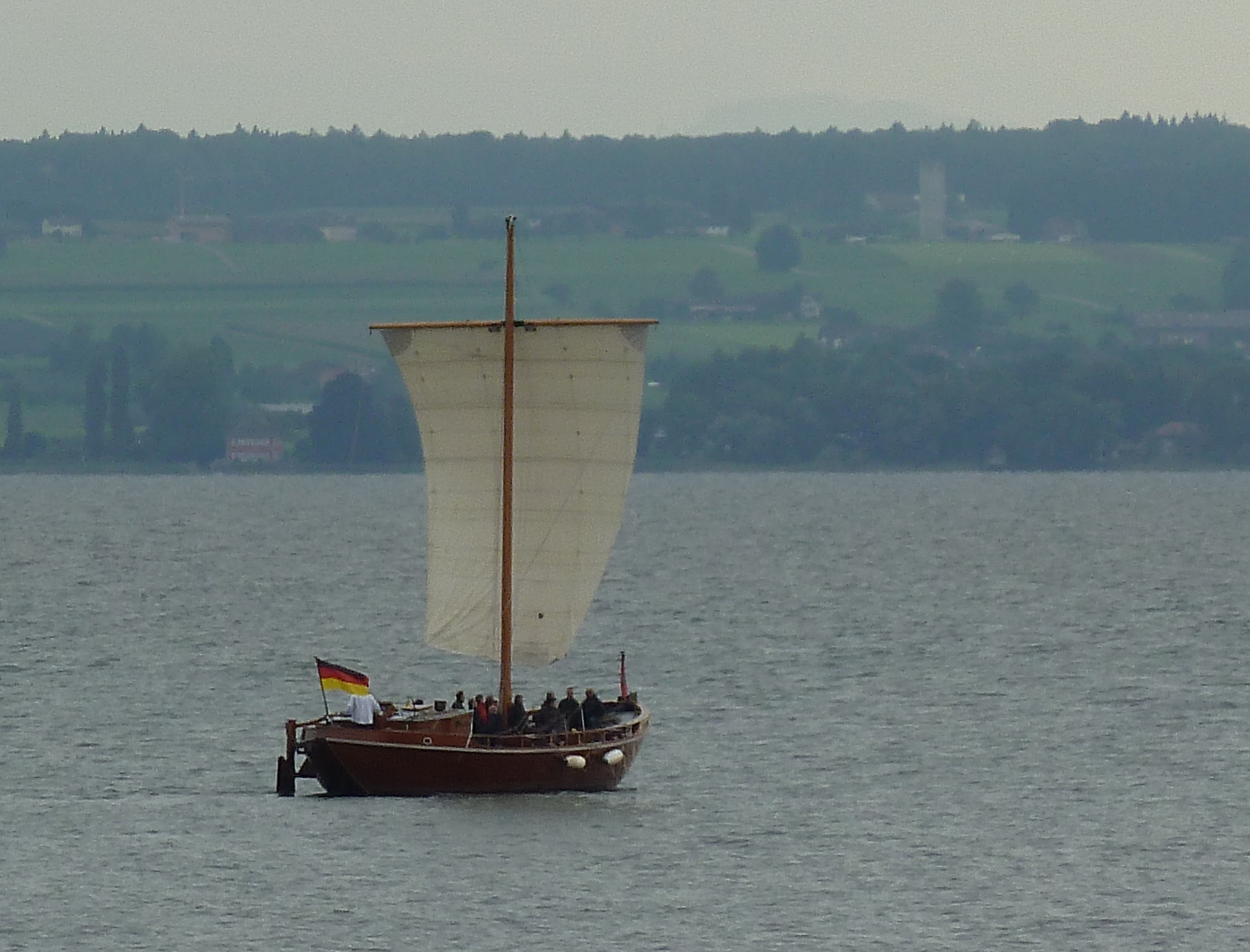
Die St. Jodok ist ein nachgebauter Segmer

Im Vergleich mit den mittelalterlichen Segelschiffen keltisch-römischen Ursprungs hatten die Lastensegler der Neuzeit einen breiteren und bauchigeren kraweelbeplankten Rumpf mit schmalerem Heck und Löffelbug. Sie wurden Lädinen genannt und waren bis 32 Meter lang und 8 Meter breit. Der Mast war etwa 24 Meter hoch.
Sie konnten bis zu hundert Tonnen Fracht befördern. Kleinere Varianten wurden als Halblädine und (Halb-)Segmer bezeichnet. Die Schiffe, die ihre Blütezeit zu Beginn des 16. Jahrhunderts hatten, wurden meist nach einer Nutzungsdauer von zehn Jahren abgebrochen.
- Das „Salzschiff“ vor Unteruhldingen (W 203)
Es stammt aus dem ausgehenden 16. Jahrhundert und ist an die 30 Meter lang und 6 Meter breit. Wegen der andersartigen Rumpfkonstruktion erwarten die Wissenschaftler neue Informationen zum nachmittelalterlichen Schiffbau.
- Das „Lehmschiff“ bei Ludwigshafen (W 205)
 Der Segmer (13,7 × 3,8 Meter) ist bei Sporttauchern bekannt, was dazu führte, dass das Wrack bis auf den Rumpf geplündert wurde. Mit dem Projekt Museum unter Wasser soll in 20 Meter Tiefe über den Missstand informiert werden.

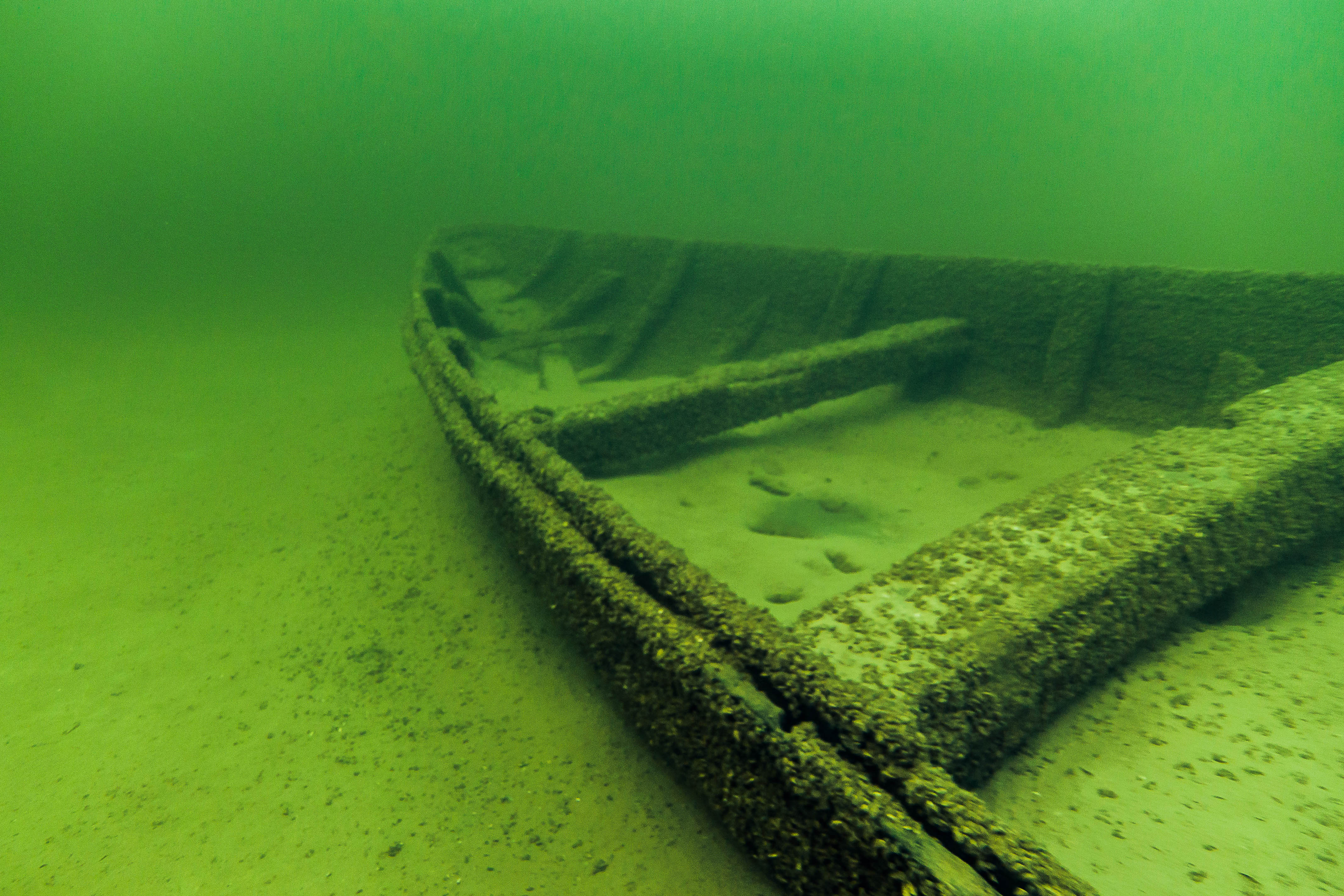
Bug des Segmers vor Bodman-Ludwigshafen
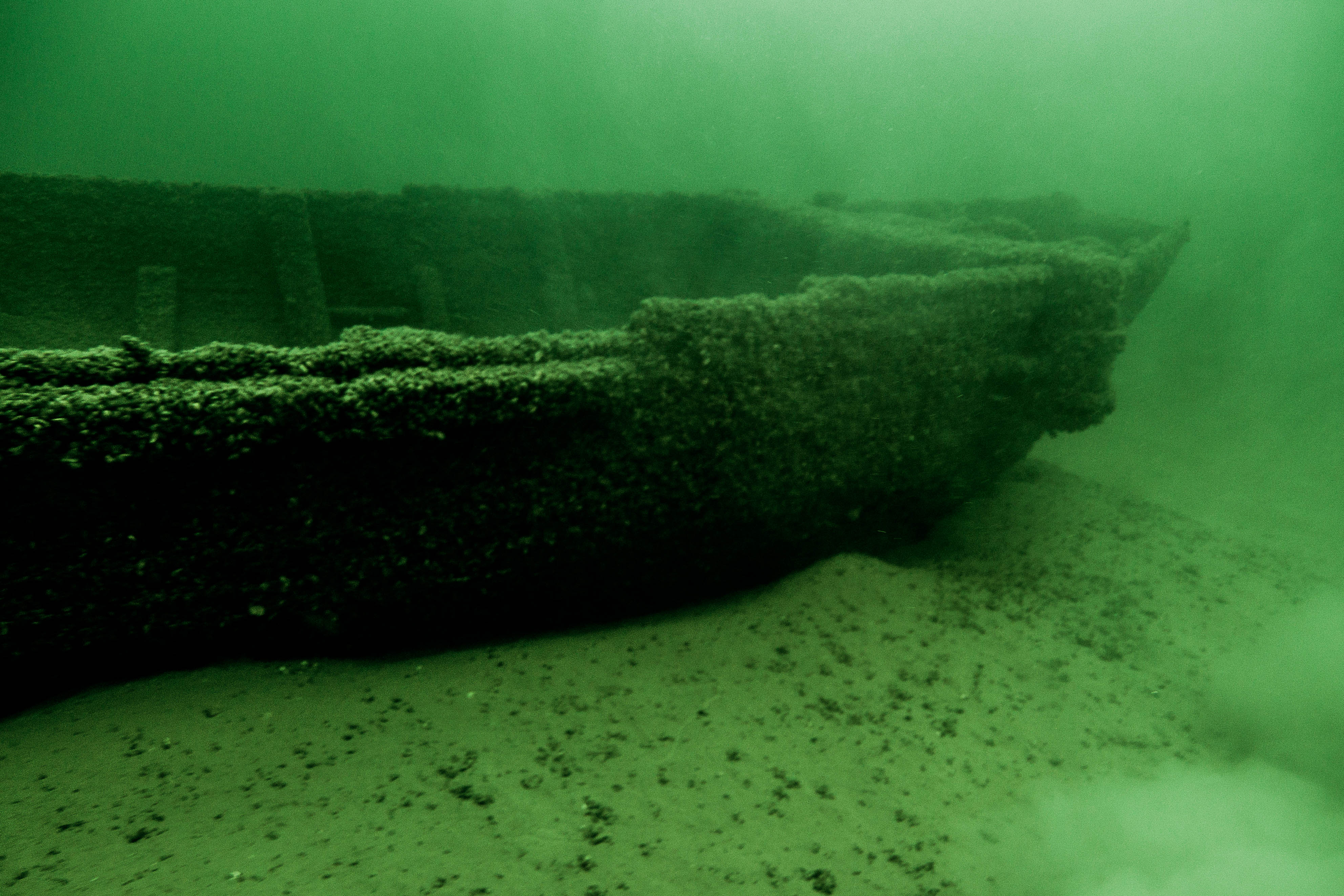
Heck, Backbordseite mit Resten des Ruders

- Das „Kohlenschiff“ (W 206) und das „dritte Wrack“ (W 207)
 Der Segmer (15,3 × 5 Meter) befindet sich an einer nicht veröffentlichten Fundstelle und ist deshalb sehr gut erhalten. Aufgrund der Aufbauten und der Ladung (u. a. Bruchkohle) wird das Schiff dem 19. Jahrhundert zugeordnet. Das dritte Wrack ist noch weitgehend unerforscht. Es scheint älter zu sein als die beiden anderen, befindet sich aber – wegen eines Schiffbruchs am Steilufer? – in einem sehr schlechten Zustand.[9]
- Klassischer Bodenseelastensegler des 18.–20. Jahrhunderts vor Güttingen.
 Ein Segmer im Bereich einer alten Hafenanlage („Stelli“). Dendrodatierung Ende des 19. Jahrhunderts.[10]

### Dampfschiffe

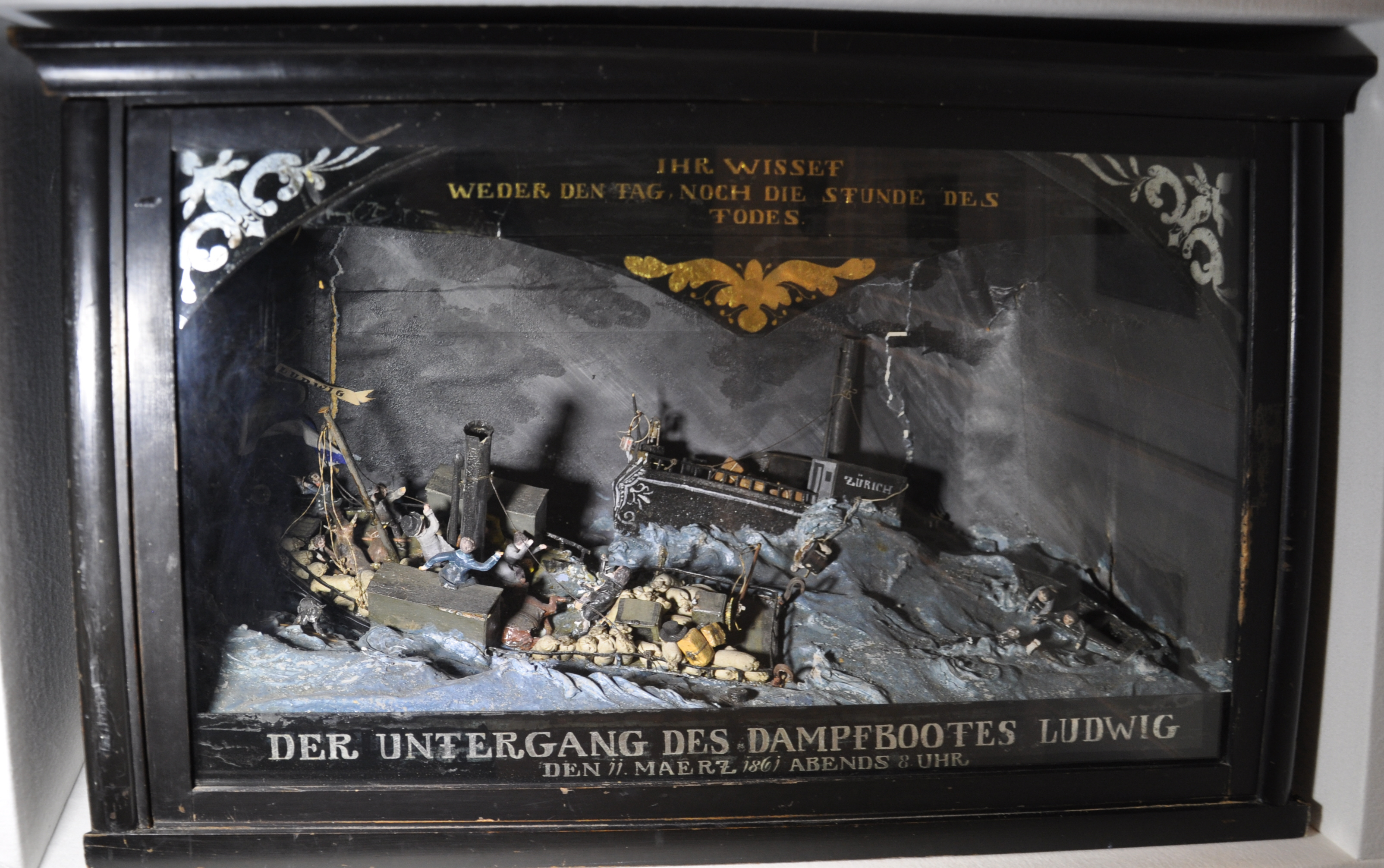
Der Untergang der Ludwig war ein Schiffsunglück mit 13 Todesopfern auf dem Bodensee.

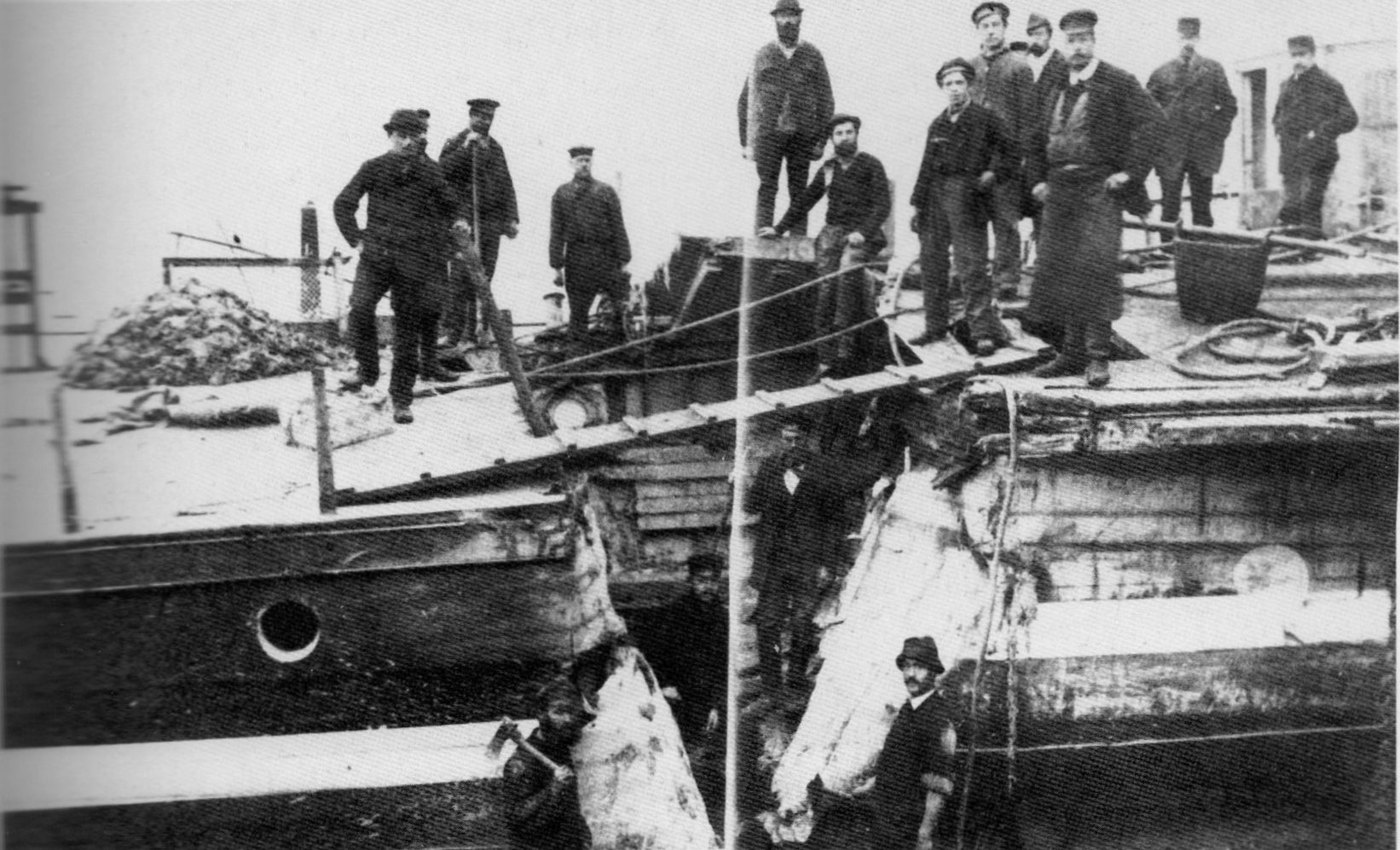
Der Bug der Habsburg bohrte sich bis zur Schiffsmitte der Stadt Lindau.

- Der Untergang der Ludwig war ein Schiffsunglück mit 13 Todesopfern auf dem Bodensee. Ludwig
 Der Glattdeckdampfer sank nach einer Kollision mit der Stadt Zürich am 11. März 1861 in einer stürmischen Nacht vor der Mündung des Alten Rheins mit 13 Passagieren an Bord. 1863 wurde das Schiff gehoben und erhielt den Namen Rorschach. Es sank nach 1870 vor Bregenz erneut, wurde wieder gehoben und abgebrochen.
 → Hauptartikel: Ludwig (Schiff, 1837) und Stadt Zürich (Schiff, 1855)
- Jura
 Das Schiff wurde 1861 als Nachfolgerin der gesunkenen Ludwig beschafft und wurde am 12. Februar 1864 ebenfalls von der Stadt Zürich, dem „Teufelsschiff“, gerammt. Es sank mit drei Personen vor Bottighofen. Dort wurde das Wrack 1964 in 45 Meter Tiefe geortet. Der Tauchtourismus und die Verklappung von Aushubmaterial aus dem Hafen von Kreuzlingen schadete dem Schiffswrack, deshalb wurde es 2004 unter Denkmalschutz gestellt. Immer wieder wird beabsichtigt, die Jura zu heben. Sie wäre dann das älteste Dampfschiff.
 → Hauptartikel: Jura (Schiff, 1854) und Stadt Zürich (Schiff, 1855)
- Rheinfall
 Der in Schaffhausen beheimatete Glattdeckdampfer sank am 20. Dezember 1869 vor Berlingen TG nach einer Kesselexplosion, bei der fünf Menschen starben. Er wurde gehoben, repariert und in Neptun umbenannt.
 → Hauptartikel: Neptun (Schiff, 1865)
- Der Bug der Habsburg bohrte sich bis zur Schiffsmitte der Stadt Lindau. Stadt Lindau
 Am 8. Oktober 1887 wurde der Glattdeckdampfer vor der Lindauer Hafeneinfahrt von der österreichischen Habsburg gerammt. Er sank mit drei Personen an Bord. Im folgenden Jahr wurde das Wrack gehoben und verschrottet.
 → Hauptartikel: Habsburg (Schiff, 1884)
- König Karl
 Kaum in Dienst gestellt, kollidierte das Halbsalondampfschiff am 26. Oktober 1890 mit einem Floß und brannte während der anschließenden Reparatur in Friedrichshafen zusammen mit der Werfthalle ab. Das Wrack musste vollständig neu aufgebaut werden.[11]
- Stadt Radolfzell
 Der kleine Schraubendampfer sank am 19. August 1919 vor der Halbinsel Mettnau, weil er zu viele Kartoffeln geladen hatte. Er wurde wieder gehoben und repariert.
 → Hauptartikel: Caroline (Schiff, 1885)
- Baden
 Die ehemalige Kaiser Wilhelm war das erste Salondampfschiff und lange der Stolz der Bodenseeflotte, bevor sie 1929 ausgemustert wurde. Nachdem die Aufbauten abgebrochen waren, wurde der Rumpf 1931 im Obersee an unbekannter Stelle versenkt.
- Helvetia und Säntis
 Die beiden schweizerischen Halbsalondampfer wurden 1932 und 1933 ausgemustert. Wegen der niedrigen Schrottpreise lohnte sich eine Verschrottung nicht. Die Helvetia wurde „ausgeweidet“ und am 27. Oktober 1932 an der tiefsten Stelle des Bodensees, dem „Tiefen Schweb“, ohne Aufhebens versenkt.[12] Die Säntis folgte am 2. Mai 1933 an derselben Stelle, allerdings vollständig belassen und beflaggt vor den Augen der Zuschauer auf der Rhein, deren Signalpfeife zum Salut blies.[13]
- Friedrichshafen
 Das Schwesterschiff der Hohentwiel brannte bei der Bombardierung der Friedrichshafner Altstadt in der Nacht vom 27. zum 28. April 1944 auf der Werfthelling aus. Der ausgeglühte Rumpf wurde zwei Jahre später mit Beton ausgegossen und im „Schweb“ vor der Argenmündung versenkt.[14]
- Württemberg
 Das Halbsalondampfschiff sank beim selben Bombenangriff im vorderen Hafenbecken von Friedrichshafen durch einen Nahdetonierer. Nach der Hebung des Wracks erfolgte die endgültige Zerstörung am 20. Juli 1944 auf der Helling der Werft durch einen Bombentreffer.

### Motorschiffe
- Stadt Radolfzell
 Das erste für die Deutsche Reichsbahn gebaute Motorboot entsprach nicht deren Anforderung. Es sollte deshalb von der Bodan-Werft in ein Hilfsboot umgebaut werden. Für die Werft war es aber günstiger, ein neues Schiff zu bauen und das alte 1934 im Obersee vor der Argenmündung zu entsorgen.[15]
- Höri
 Drei in Konstanz stationierte Schiffe wurden zum Schutz vor Luftangriffen bei Ludwigshafen verankert, dort aber von Tieffliegern entdeckt und am 24. Juli 1944 beschossen. Die Höri wurde so stark beschädigt, dass sie im Hafenbecken sank. Sie wurde später gehoben und nach dem Krieg erneuert.

### Arbeitsschiffe
- Ehemaliger Trajektkahn II, Schlammschiff 3 und Dampfschlammbagger
 Außer den beiden Dampfschiffen (s. o.) wurde bei der Bombardierung Friedrichshafens am 28. April 1944 im Hafenbecken ein Arbeitsschiff (der ehemalige Trajektkahn II), das Schlammschiff 3 und der Dampfschlammbagger von Bomben getroffen und versenkt. Die Wracks wurden gehoben, das erste verschrottet, die beiden anderen renoviert.